# Ga Phú Cang
Ga Phú Cang là một nhà ga xe lửa tại xã Bình Quý, huyện Thăng Bình, tỉnh Quảng Nam. Nhà ga là một điểm của đường sắt Bắc Nam tiếp nối sau ga Trà Kiệu và trước ga An Mỹ. Lý trình ga: Km 841 + 740.